# La Chapelle de l'Homme
Pour les articles homonymes, voir La Capilla.

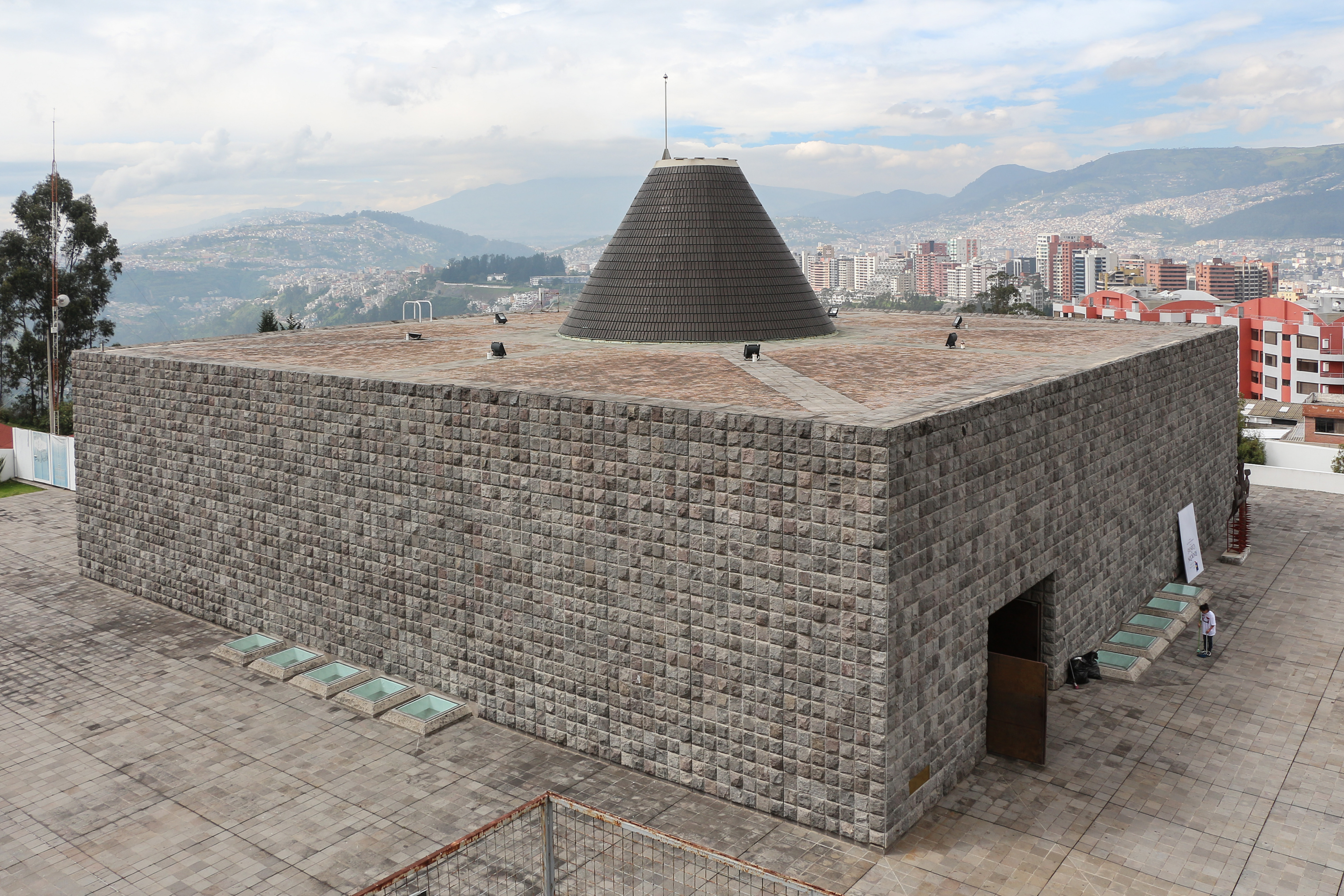
La Chapelle de l'Homme à Quito

La Chapelle de l'Homme (La Capilla del Hombre) est un musée d'art, bâti à Quito, en Équateur d'après l'initiative du peintre équatorien Oswaldo Guayasamín en hommage à l'être humain.
Le projet a été conçu en 1985 par l'architecte colombien Luis Felipe Suarez Williams, mais la construction du bâtiment ne commença qu'en 1995 pour se terminer en 2002, après la mort de l'artiste. Le bâtiment emblématique inauguré le 29 novembre du 2002, fait partie de Fondation Guayasamín, et se trouve accolé au Musée Maison-Atelier Guayasamín, ultime résidence du peintre ; dans la partie nord est projetée la construction d'un autre bâtiment où doivent fonctionner les musées d'arts archéologique, coloniaux et contemporains avec une large place fait aux œuvres d'Oswaldo Guayasamín.
Il a été déclaré par l'UNESCO comme « Projet prioritaire pour la culture », et par le Gouvernement National du comme « Patrimoine culturel de l'état équatorien ».
Ce musée est dédié à toute l'Amérique latine comme un « appel » (d'après le mot de  Guayasamín) à son unité depuis le Mexique jusqu'à la Patagonie. On trouve à l'intérieur « La Flamme Éternelle » pour les Droits humains et la Paix.